# Jarosław Kaczorowski
Jarosław Kaczorowski (ur. 1966 w Gdyni) – polski żeglarz, kapitan jachtowy i motorowodny, trener żeglarstwa i sędzia żeglarski klasy państwowej. Od 2008 członek Rady Programowej Polskiej Fundacji Morskiej oraz Yacht Klubu Rzeczypospolitej Polskiej (YKRP).

## Osiągnięcia żeglarskie[2]
- 1977 brązowy medal w Mistrzostwach Polski w klasie Optimist;
- 1978 I miejsce w Mistrzostwach Polski w klasie Optimist[3];
- 1980 VI miejsce w Mistrzostwach Europy w klasie Cadet w Seek, Holandia;
- 1987 I miejsce w Mistrzostwach Świata w klasie Micro w Ouisterham, Francja;
- 1987 I miejsce w Mistrzostwach Polski w klasie Micro;
- 1988 I miejsce w Mistrzostwach Świata w klasie Micro w Hourtin, Francja;
- 1988 I miejsce w Mistrzostwach Polski w klasie Micro;
- 1988 II miejsce w Mistrzostwach Polski w klasie QT;
- 1991 II miejsce w Mistrzostwach Świata w klasie Micro w Les Maures Sur Mer, Francja;
- 1993 VI miejsce w Mistrzostwach Świata w klasie QT w Bayona, Hiszpania; (nagroda „REJS ROKU” dla całej załogi za najlepszy wynik w historii polskiego morskiego żeglarstwa regatowego[4]
- 1993 I miejsce w Mistrzostwach Polski w klasie QT
- 1998 II miejsce w klasie PHRF „A” podczas Mackinac Race (Chicago - Mackinac), skiper jachtu „UNICORN” (J/30) oraz VII miejsce ogólnie (na 258 startujących jachtów)
- 1999 I miejsce w klasie PHRF „A” i X miejsce ogólnie (na 245 jachtów) podczas Mackinac Race, skiper jachtu „UNICORN" (J/30)
- 1999 II miejsce na Mistrzostwach Polski w klasie Tornado
- 2000 III miejsce na Mistrzostwach Polski w klasie Tornado
- 2000 VII miejsce w PHRF „O” i 14 ogólnie na 240 jachtów podczas Mackinac Race, skiper jachtu „FAZISI" (Maxi 83)
- Od listopada 2000 roku szef wachty jachtu „Warta-Polpharma” - narodowej reprezentacji Polski w wyścigu dookoła świata „The Race”.
- 2001 I miejsce w grupie IRC A w regatach Sydney-Hobart, trymer grota jachtu "ŁÓDKA SPORT" (Maxi 80);
- 2002 skiper jachtu "ŁÓDKA SPORT" (Maxi 80);
- 2002 listopad, rekord trasy dookoła Irlandii, skiper jachtu "IRISH INDEPENDENT" (Maxi 80);
- 2003 rekord trasy Świnoujście-Gdynia, skiper jachtu "BOLS" (Maxi 94);
- 2007 19. miejsce regaty Transat 6.50 (Rejs Roku – Srebrny Sekstant 2007)[5]